# Deniz Seki
Deniz Seki, född 1 juli 1970 i Istanbul, är en turkisk popsångerska.

## Diskografi
- 1997: Hiç Kimse Değilim
- 1999: Anlattım
- 2002: Şeffaf
- 2003: Aşkların En Güzeli
- 2005: Aşk Denizi
- 2008: Sahici
- 2021: deniz Seki'ye turkuleri vol 1
- 2021: deniz Seki'ye turkuleri vol 2
- 2021: deniz Seki'ye turkuleri vol 3
- 2021: deniz Seki'ye turkuleri vol 4
- 2021: deniz Seki'ye turkuleri vol 5 (finali)